# الهيئة العامة لإذاعات الجماهيرية العظمى
الهيئة العامة لإذاعات الجماهيرية العظمى سابقا أو الجماهيرية (سابقا) هي مؤسسة البث المرئي الرئيسية في ليبيا. تقدم عدد من البرامج بشكل أساسي باللغة العربية إضافة إلى نشرات إخبارية بالعربية والفرنسية والإنكليزية توقفت عن بث برامجها بعد أن سيطرت عليها قوات المعارضة الليبية المسلحة بعد يوم من دخولها للعاصمة الليبية طرابلس للتخلص من حكم العقيد الليبي معمر القذافي واعتقلت تلك القوات مذيعتها الشهيرة هالة المصراتي.
أول بث مرئي مباشر للتلفزيون الليبي كان في العام 1968. في الثمانينيات كانت الإذاعة المرئية الليبية تبث قناتان أرضيتان هما القناة الأولى (البرنامج الأول) والتي كانت تبث برامجها باللغة العربية والقناة الثانية (البرنامج الثاني) والتي كانت تبث برامج منوعة ترفيهية غربية باللغتين الإنكليزية والفرنسية. ويشهد التلفزيون الليبي متمثلا في قناة الجماهيرية الأرضية والفضائية نشاطا في فترات معينة خصوصا في شهر رمضان وذلك بعرض مجموعة من البرامج الحديثة الإنتاج والتي تعد خصيصا لارتفاع نسبة المشاهدة في تلك الفترة.
بدأ بث التلفزة الرسمية الليبية فضائيا عبر الأقمار الصناعية لأول مرة إلى أوروبا والعالم العربي في العام 1997 وذلك عبر قمري عرب سات وهوت بيرد. ويعمل بالمؤسسة نحو 50 موظفا أغلبهم صحفيون.